# The Modern Sound of Betty Carter
The Modern Sound of Betty Carter — третий студийный альбом американской певицы Бетти Картер, выпущенный в 1960 году на лейбле ABC Records.

## Отзывы критиков
| Оценки критиков               | Оценки критиков |
| Источник                      | Оценка          |
| ----------------------------- | --------------- |
| AllMusic                      | [ 1 ]           |
| Encyclopedia of Popular Music | [ 2 ]           |

Рон Уинн из AllMusic заявил, что на альбоме есть несколько эффектных моментов. В журнале Billboard присудили альбому три звезды из пяти и отметили, что Мисс Картер имеет в вышей степени индивидуальный вокальный джазовый стиль, а треки демонстрируют её значительный диапазон и широкие технические возможности
Уильям Р. Бауэр, биограф Картер, написал: Приятно слышать, как Картер развивает свои идеи в нескольких треках, в которых присутствует её скэттинг, где она демонстрирует гораздо большее ритмическое разнообразие, чем она когда-либо демонстрировала, а также потрясающее владение изменениями, арпеджируя аккорды на широком диапазоне вокала. 

## Список композиций
1. «What a Little Moonlight Can Do» (Гарри М. Вудс) — 2:06
2. «There’s No You» (Том Адейр, Джордж Дургом, Хэл Хоппер) — 3:11
3. «I Don’t Want to Set the World on Fire» (Бенни Бенджамин, Эдди Дарем, Сол Маркус, Эдди Сейлер) — 2:24
4. «Remember» (Ирвинг Берлин) — 2:24
5. «My Reverie» (Larry Clinton) — 2:50
6. «Mean to Me» (Фред Алерт, Рой Терк) — 2:06
7. «Don’t Weep for the Lady» (Даршан Сингх) — 3:02
8. «Jazz (Ain’t Nothin' But Soul)» (Норман Мэпп) — 1:58
9. «For You» (Джо Берк, Эл Дубин) — 2:21
10. «Stormy Weather» (Гарольд Арлен, Тед Колер) — 3:24
11. «At Sundown» (Уолтер Дональдсон) — 2:44
12. «On the Alamo» (Ишем Джонс, Гас Кан) — 1:56